# Erich von Hornbostel
Erich von Hornbostel, född 25 februari 1877 i Wien, död 28 november 1935 i Cambridge, var en österrikisk musikforskare.
von Hornbostel ledde från 1906 fonogramarkivet på det psykologiska institutet vid Berlinuniversitetet. Han emigrerade från Tyskland till USA och blev lärare i New York. I Nordamerika studerade han ursprungsbefolkningens musik, och han publicerade i facktidskrifter flera studier i musiketnologi och tonpsykologi. 
En del av hans arbeten publicerades i band I av Sammelbände für vergleichende Musikwissenschaft (1922), som han gav ut tillsammans med Carl Stumpf.